# Guillermo Sautier Casaseca
Guillermo Sautier Casaseca (Santa Cruz de La Palma, 24 juin 1910 - Madrid, 14 avril 1980) est un écrivain et scénariste espagnol.
Connu du grand public en tant qu'auteur de scripts radiophoniques populaires, il est également auteur de plusieurs romans publiés entre 1958 et 1978.
Il a collaboré à ses œuvres principalement avec Luisa Alberca et Rafael Barón . Il a reçu trois prix Ondas en 1954 et 1967 comme meilleur auteur, et en 1969 pour celui de meilleur réalisateur.